# ジムノート (潜水艦)
ジムノート（Gymnote）は1888年9月24日に進水したフランス海軍の世界最初の電気推進の潜水艦である。
アンリ・デュピュイ・ド・ローム（1816年 - 1885年）が初期の実験を行い、彼の死後はギュスターヴ・ゼデ（Gustave Zédé、1825年 - 1891年）とアーサー・クレブス（Arthur Krebs）がジムノートを完成させた。クレブスが潜水艦用電動機、最初の潜望鏡また最初のジャイロコンパスを開発した。ジムノートの名前はフランス語のGymnotidaeに由来し、これはデンキウナギの一種を意味する。
船体は鋼鉄製の単殻式であり、着脱式のリード・キール、両側に3枚ずつの水平舵を持っていた。ジムノートは204個（1891年時点）の蓄電池を装備しており、2000回以上の潜行を行った。武装は355 mm魚雷を2基装備していた。
ジムノートは、一部には世界最初の動力潜水艦であるプロンジュール（1863年進水）に触発されたものである。

## 製造
ジムノートの設計は実験的なものであり、幾度かの改造を受けている。テオフィル・オーブ提督が委託しデュピュイ・ド・ロームが最初の設計を行い、彼の死後はギュスターヴ・ゼデが引き継いだ。1867年4月20日に、ゼデがディレクターを務めるトゥーロンのMourillon海軍工廠で起工された。試験は1887年11月17日に開始された。
ジムノートは水中で若干の正浮力を持つように設計されていたため、水平舵を若干下げて航行しないと水面に浮きあがる傾向があった。前部・中央部・後部に合計3個のバラストタンクが備えられており、電動または圧縮空気で排水ができた。潜行中は、連続的な調整が必要であった。当初は水平舵は後部にのみ取り付けられていたが、それだけでは調整が難しかった。速度が6ノットを超えると、不安定となった。この速度では、深度を維持するために船体を3－5度傾ける必要があったが、これは船首が船尾より1.5mも下になることを意味した。1893年には中央部に水平舵が追加され、安定性が向上し潜水中に水平を保てるようになった。
クレブス大佐が設計し、ル・アーヴル鉄工造船所で製造されたオリジナルの16極電動モーターは、200ボルト200アンペアで55馬力を発揮し、直径1m、重量は2トンあった。プロペラはモーターに直結され、毎分250回転した。モーターは2つのブラシを持ち、逆転ができるようになっていた。モーターが艦に据え付けられた後、後部ベアリングにアクセスできず交換ができないことが判明した。絶縁検査や修理はアマチュアには困難であった。また、パワーオフしてもモーターが直ちに停止するのではなく、自由回転の後ゆっくりと停止するように設計されていた。モーターが停止した後でないと逆転はかけられず、すなわち緊急時のプロペラ逆転はできなかった。このモーターには問題が多かったため、後により強力なSautter-Harlé社製モーターに交換された。
当初は540個の亜鉛と酸化銅を電極とし、水酸化カリウムを電解液とするLalande-Chaperon蓄電池を搭載した。電池は艦首側に置かれたが、並列接続した45ペア（90個）を直列接続したものを1バンクとし、それを6バンク接続できるようになっていた。速度を変える際には、これらバンクの接続を変える。例えば、6バンク直列接続すると150ボルトで8ノット出せ、3バンクを直列接続したものを並列接続すると114Vで7ノット、2バンク直列x3並列だと84Vで5.5ノット、全てを並列接続すると45Vという具合である。1バンクで最大144Aの電流を供給できた。電池全体で11トンの重量があった。1891年には硫酸を使用したLaurent-Cely電池に交換された。今回は17ペアを直列接続したものを、やはり6バンク搭載した。8ノットでの航続距離は32マイル、4ノットでは100マイルであった。1897年には別の新しい電池に交換された。
船殻は中央部が6mm厚、前後は4mm厚の鋼鉄製で、断面は円形であった。内部は電解液による腐食を防ぐため、コールタールが塗られた。船殻は32個の円形フレームと全長方向の筋交で支えられた。
ジムノートには潜望鏡が装備されたが、結果は満足すべきものではなく、結局使用は断念された。潜望鏡を固定または収納するために潜行が遅れ、また防水も完全ではなく度々危険な水漏れがあった。1898年には小さな展望塔が追加された。磁気コンパスとジャイロコンパスを装備していたが、どちらも信頼性に欠けた。武装としては2門の14インチ魚雷発射管を装備した。

## 艦歴
1907年3月5日、ジムノートは座礁して損傷を受けた。ドライドックに入れられたが、バルブが開いたままであり浸水してしまった。修理コストは高く付くと考えられたため、1911年にスクラップのために売却された。

## 参考資料
- Naval intelligence reportFRENCH SUBMARINE BOATS. THE GYMNOTE, GUSTAVE ZEDE, AND NARVAL, THEIR CONSTRUCTION AND MECHANISM
- French submarines